# Cardon, Tulcea
Cardon este un sat în comuna C.A. Rosetti din județul Tulcea, Dobrogea, România. Este situat in Delta Dunării, pe marginea de sud-est a grindului Letea, lângă Golful Musura. Satul își are originea în apropierea unui post de grănicer din timpul celui de-al Doilea Război Mondial, iar numele său este de origine slavă (pichet de graniceri).
Cardon a experimentat o scădere semnificativă a populației, doar douăsprezece rezidenți fiind raportați în ultimii ani. Locuitorii rămași se preocupă cu pescuitul și creșterea animalelor. Multe case din sat au fost abandonate, dând zonei o atmosferă oarecum pustie.
Printre atracțiile din apropiere se numără Pădurea Letea, o rezervație naturală cunoscută pentru ecosistemul său unic, și Mănăstirea Buna Vestire. Aceste locații contribuie la semnificația naturală și culturală a zonei.
Accesul la Cardon se face de obicei printr-un canal de la Sulina de-a lungul Golfului Musura, care duce la un drum pavat cu piatră care leagă satul de centrul comunei.